# Bóng đá tại Đại hội Thể thao châu Á 2006 – Nam
Giải đấu bóng đá nam tại Đại hội Thể thao châu Á 2006 được tổ chức từ ngày 18 tháng 11 đến ngày 15 tháng 12 năm 2006 tại Al-Wakrah, Al-Rayyan và Doha, Qatar. Đây là lần tổ chức thứ 14 của nội dung bóng đá nam tại Đại hội Thể thao châu Á. Giải đấu lần này có 28 đội tuyển tham dự. Độ tuổi tham dự giải là từ 23 tuổi trở xuống, cộng thêm tối đa 3 cầu thủ quá tuổi.
Qatar đã giành được tấm huy chương vàng bóng đá nam lần đầu tiên tại đại hội sau khi đánh bại Iraq với tỷ số 1–0 trong trận chung kết.

## Lịch thi đấu
Dưới đây là lịch thi đấu chính thức cho giải đấu nam.
| Q | Vòng loại | G | Vòng bảng | ¼ | Tứ kết | ½ | Bán kết | B | Tranh huy chương đồng | F | Tranh huy chương vàng |

| 18 T7 | 19 CN | 20 T2 | 21 T3 | 22 T4 | 23 T5 | 24 T6 | 25 T7 | 26 CN | 27 T2 | 28 T3 | 29 T4 | 30 T5 | 1 T6 | 2 T7 | 3 CN | 4 T2 | 5 T3 | 6 T4 | 7 T5 | 8 T6 | 9 T7 | 10 CN | 11 T2 | 12 T3 | 13 T4 | 13 T4 | 14 T5 | 15 T6 |
| ----- | ----- | ----- | ----- | ----- | ----- | ----- | ----- | ----- | ----- | ----- | ----- | ----- | ---- | ---- | ---- | ---- | ---- | ---- | ---- | ---- | ---- | ----- | ----- | ----- | ----- | ----- | ----- | ----- |
| Q     |       |       | Q     |       |       | Q     |       |       |       | G     | G     |       |      | G    | G    |      | G    | G    |      |      | ¼    |       |       | ½     |       |       | B     | F     |

## Bốc thăm
Lễ bốc thăm cho nội dung bóng đá nam được tổ chức vào ngày 7 tháng 9 năm 2006 tại Doha, Qatar. Trong số 30 đội tuyển tham dự ban đầu, tám đội không tham dự giải đấu lần trước (gồm Indonesia, Iraq, Jordan, Kyrgyzstan, Macau, Singapore, Syria, Tajikistan) phải tham dự vòng đầu tiên, các đội còn lại được quyền tham dự từ vòng thứ hai. Hai đội đứng đầu của hai bảng đấu tiến vào vòng 2 và được xếp vào bảng đấu tương ứng. 
| Tham dự từ vòng 1 | Bảng A                                              | Bảng B                                              |                                                              |
| ----------------- | --------------------------------------------------- | --------------------------------------------------- | ------------------------------------------------------------ |
| Tham dự từ vòng 1 | - Jordan - Tajikistan - Kyrgyzstan - Ma Cao         | - Singapore - Syria - Indonesia - Iraq              |                                                              |
| Tham dự từ vòng 2 | Bảng A                                              | Bảng B                                              | Bảng C                                                       |
| Tham dự từ vòng 2 | - Qatar (H) - UAE - Uzbekistan - Nhất bảng A vòng 1 | - Hàn Quốc - Bahrain - Việt Nam - Bangladesh        | - Thái Lan - Kuwait - Yemen (W) - Palestine                  |
| Tham dự từ vòng 2 | Bảng D                                              | Bảng E                                              | Bảng F                                                       |
| Tham dự từ vòng 2 | - Iran - Ấn Độ - Hồng Kông - Maldives               | - Trung Quốc - Oman - Malaysia - Nhất bảng B vòng 1 | - Nhật Bản - CHDCND Triều Tiên - Turkmenistan (W) - Pakistan |

Ghi chú: (H): Chủ nhà; (W): Rút lui.
Vào ngày 21 tháng 11 năm 2006, Turkmenistan thông báo rút lui khỏi giải đấu nam do vấn đề về tài chính. Không lâu sau đó vào ngày 23 tháng 11, đến lượt Yemen cũng tuyên bố rút kui khỏi giải do đội bóng này không thể đáp ứng chi phí xét nghiệm doping sau khi phát hiện một vài cầu thủ của đội dương tính với chất cấm. Do đó, Liên đoàn bóng đá châu Á (AFC) đã sửa đổi điều luật để các đội nhì bảng của vòng loại cũng được đi tiếp vào vòng trong. Một cuộc bốc thăm bổ sung đã được ban tổ chức giải đấu tiến hành vào ngày 25 tháng 11 năm 2006 tại sân vận động Al-Gharrafa, trong đó Kyrgyzstan được xếp vào bảng C thay cho Yemen, và Syria được xếp vào bảng F thay cho Turkmenistan.
Vào ngày 22 tháng 11 năm 2006, Iran đã bị FIFA cấm tham dự các giải đấu bóng đá quốc tế, trong đó có Đại hội Thể thao châu Á 2006, do để chính quyền nước này can thiệp vào các hoạt động bóng đá. Tuy nhiên sau đó, FIFA đã quyết định gỡ bỏ lệnh cấm tạm thời đối với Iran để họ có thể tiếp tục góp mặt tại giải đấu.

## Đội hình
Mỗi đội tuyển tham dự giải đấu phải đăng ký một danh sách gồm 20 cầu thủ chính thức, trong đó có tối thiểu 2 thủ môn và 3 cầu thủ có thể là cầu thủ quá tuổi U-23.

## Vòng bảng
Tất cả thời gian được liệt kê đều là Giờ chuẩn Ả Rập (UTC+03:00).

### Vòng 1

#### Bảng A
| VT | Đội        | ST | T | H | B | BT | BB | HS  | Đ | Giành quyền tham dự |
| -- | ---------- | -- | - | - | - | -- | -- | --- | - | ------------------- |
| 1  | Jordan     | 3  | 1 | 2 | 0 | 13 | 0  | +13 | 5 | Vòng 2              |
| 2  | Kyrgyzstan | 3  | 1 | 2 | 0 | 9  | 2  | +7  | 5 | Vòng 2              |
| 3  | Tajikistan | 3  | 1 | 2 | 0 | 7  | 3  | +4  | 5 |                     |
| 4  | Ma Cao     | 3  | 0 | 0 | 3 | 1  | 25 | −24 | 0 |                     |

| Jordan | 0–0 | Tajikistan |
| ------ | --- | ---------- |
|        |     |            |

| Kyrgyzstan                                                                                    | 7–0 | Ma Cao |
| --------------------------------------------------------------------------------------------- | --- | ------ |
| Sydykov 34' · Harchenko 47' · Verevkin 62' · Ishenbaev 65' · Malinin 85', 87' · Mirzaliev 89' |     |        |

| Tajikistan                                                               | 5–1 | Ma Cao               |
| ------------------------------------------------------------------------ | --- | -------------------- |
| Nosirov 5' · Khasanov 40' · Mahmudov 73', 90+2' · Lao Pak Kin 74' (l.n.) |     | Leong Chong In 45+1' |

| Jordan | 0–0 | Kyrgyzstan |
| ------ | --- | ---------- |
|        |     |            |

| Ma Cao | 0–13 | Jordan |
| ------ | ---- | --- |
|        |      | Al-Saify 8', 9', 48', 60', 89' · Un Tak Ian 10' (l.n.) · Al-Sabah 13', 16' · Mubaideen 20', 90' · Lao Pak Kin 45+1' (l.n.) · Hammad 75' · Maharmeh 81' |

| Tajikistan       | 2–2 | Kyrgyzstan         |
| ---------------- | --- | ------------------ |
| Khasanov 5', 10' |     | Chikishev 21', 26' |

#### Bảng B
| VT | Đội       | ST | T | H | B | BT | BB | HS | Đ | Giành quyền tham dự |
| -- | --------- | -- | - | - | - | -- | -- | -- | - | ------------------- |
| 1  | Iraq      | 3  | 2 | 1 | 0 | 8  | 0  | +8 | 7 | Vòng 2              |
| 2  | Syria     | 3  | 1 | 2 | 0 | 4  | 1  | +3 | 5 | Vòng 2              |
| 3  | Singapore | 3  | 0 | 2 | 1 | 1  | 3  | −2 | 2 |                     |
| 4  | Indonesia | 3  | 0 | 1 | 2 | 2  | 11 | −9 | 1 |                     |

| Singapore | 0–0 | Syria |
| --------- | --- | ----- |
|           |     |       |

| Indonesia | 0–6 | Iraq                                                                         |
| --------- | --- | ---------------------------------------------------------------------------- |
|           |     | Jassim 18' · Abd Ali 24' · Karim 36' (ph.đ.), 63' · Mansour 82' · Rehema 89' |

| Syria                                          | 4–1 | Indonesia   |
| ---------------------------------------------- | --- | ----------- |
| Al-Agha 2', 11' · Al-Sayed 17' · Al-Hamawi 87' |     | Nugraha 50' |

| Iraq                  | 2–0 | Singapore |
| --------------------- | --- | --------- |
| Karim 5' · Mahmoud 7' |     |           |

| Iraq | 0–0 | Syria |
| ---- | --- | ----- |
|      |     |       |

| Indonesia   | 1–1 | Singapore   |
| ----------- | --- | ----------- |
| Sucipto 53' |     | Shariff 83' |

### Vòng 2

#### Bảng A
| VT | Đội        | ST | T | H | B | BT | BB | HS | Đ | Giành quyền tham dự     |
| -- | ---------- | -- | - | - | - | -- | -- | -- | - | ----------------------- |
| 1  | Uzbekistan | 3  | 3 | 0 | 0 | 6  | 2  | +4 | 9 | Vòng đấu loại trực tiếp |
| 2  | Qatar      | 3  | 2 | 0 | 1 | 7  | 2  | +5 | 6 | Vòng đấu loại trực tiếp |
| 3  | UAE        | 3  | 0 | 1 | 2 | 3  | 7  | −4 | 1 |                         |
| 4  | Jordan     | 3  | 0 | 1 | 2 | 2  | 7  | −5 | 1 |                         |

| UAE       | 1–2 | Uzbekistan        |
| --------- | --- | ----------------- |
| Saqer 69' |     | Geynrikh 44', 55' |

| Qatar                            | 3–0 | Jordan |
| -------------------------------- | --- | ------ |
| Soria 6' · Lamy 69' · Yasser 71' |     |        |

| UAE        | 1–1 | Jordan       |
| ---------- | --- | ------------ |
| Khamis 59' |     | Al-Saify 45' |

| Uzbekistan   | 1–0 | Qatar |
| ------------ | --- | ----- |
| Geynrikh 67' |     |       |

| Qatar                                        | 4–1 | UAE       |
| -------------------------------------------- | --- | --------- |
| Soria 8', 54' (ph.đ.) · Koni 19' · Rizik 62' |     | Jaber 64' |

| Uzbekistan                                | 3–1 | Jordan       |
| ----------------------------------------- | --- | ------------ |
| Geynrikh 11' · Denisov 47' · Djeparov 74' |     | Al-Saify 35' |

#### Bảng B
| VT | Đội        | ST | T | H | B | BT | BB | HS  | Đ | Giành quyền tham dự     |
| -- | ---------- | -- | - | - | - | -- | -- | --- | - | ----------------------- |
| 1  | Hàn Quốc   | 3  | 3 | 0 | 0 | 6  | 0  | +6  | 9 | Vòng đấu loại trực tiếp |
| 2  | Bahrain    | 3  | 2 | 0 | 1 | 7  | 3  | +4  | 6 |                         |
| 3  | Việt Nam   | 3  | 1 | 0 | 2 | 6  | 5  | +1  | 3 |                         |
| 4  | Bangladesh | 3  | 0 | 0 | 3 | 2  | 13 | −11 | 0 |                         |

| Hàn Quốc                                  | 3–0 | Bangladesh |
| ----------------------------------------- | --- | ---------- |
| Lee Chun-Soo 2' · Park Chu-Young 58', 73' |     |            |

| Bahrain                | 2–1 | Việt Nam         |
| ---------------------- | --- | ---------------- |
| Adnan 33', 44' (ph.đ.) |     | Lê Công Vinh 40' |

| Việt Nam | 0–2 | Hàn Quốc                      |
| -------- | --- | ----------------------------- |
|          |     | Lee Ho 7' · Kim Jin-Kyu 90+2' |

| Bahrain                                                   | 5–1 | Bangladesh     |
| --------------------------------------------------------- | --- | -------------- |
| Abdullatif 27', 72' · Husain 39' (ph.đ.), 75' · Adnan 80' |     | Z. Hossain 88' |

| Hàn Quốc         | 1–0 | Bahrain |
| ---------------- | --- | ------- |
| Oh Beom-Seok 57' |     |         |

| Việt Nam                                                          | 5–1 | Bangladesh |
| ----------------------------------------------------------------- | --- | ---------- |
| Phan Thanh Bình 13', 47', 49' · Lê Công Vinh 72' · Lê Tấn Tài 76' |     | Munna 41'  |

#### Bảng C
| VT | Đội        | ST | T | H | B | BT | BB | HS | Đ | Giành quyền tham dự     |
| -- | ---------- | -- | - | - | - | -- | -- | -- | - | ----------------------- |
| 1  | Thái Lan   | 3  | 3 | 0 | 0 | 4  | 0  | +4 | 9 | Vòng đấu loại trực tiếp |
| 2  | Kuwait     | 3  | 2 | 0 | 1 | 5  | 1  | +4 | 6 |                         |
| 3  | Kyrgyzstan | 3  | 1 | 0 | 2 | 3  | 5  | −2 | 3 |                         |
| 4  | Palestine  | 3  | 0 | 0 | 3 | 0  | 6  | −6 | 0 |                         |

| Thái Lan    | 1–0 | Palestine |
| ----------- | --- | --------- |
| Nuchnum 11' |     |           |

| Kuwait                                            | 3–0 | Kyrgyzstan |
| ------------------------------------------------- | --- | ---------- |
| Rashed 57' · Al-Moussawi 74' · B. Al-Mutawa 90+1' |     |            |

| Kyrgyzstan | 0–2 | Thái Lan                    |
| ---------- | --- | --------------------------- |
|            |     | Winothai 7' · Suksomkit 46' |

| Kuwait                          | 2–0 | Palestine |
| ------------------------------- | --- | --------- |
| Al-Enezi 15' · A. Al-Mutawa 70' |     |           |

| Thái Lan             | 1–0 | Kuwait |
| -------------------- | --- | ------ |
| Winothai 37' (ph.đ.) |     |        |

| Palestine | 0–3 | Kyrgyzstan                                 |
| --------- | --- | ------------------------------------------ |
|           |     | Harchenko 39' · Ablakimov 42' · Valiev 58' |

#### Bảng D
| VT | Đội       | ST | T | H | B | BT | BB | HS | Đ | Giành quyền tham dự     |
| -- | --------- | -- | - | - | - | -- | -- | -- | - | ----------------------- |
| 1  | Iran      | 3  | 3 | 0 | 0 | 7  | 2  | +5 | 9 | Vòng đấu loại trực tiếp |
| 2  | Hồng Kông | 3  | 1 | 1 | 1 | 3  | 3  | 0  | 4 |                         |
| 3  | Ấn Độ     | 3  | 1 | 1 | 1 | 3  | 4  | −1 | 4 |                         |
| 4  | Maldives  | 3  | 0 | 0 | 3 | 2  | 6  | −4 | 0 |                         |

| Ấn Độ       | 1–1 | Hồng Kông         |
| ----------- | --- | ----------------- |
| Pradeep 88' |     | Chan Siu Ki 90+2' |

| Iran                                  | 3–1 | Maldives |
| ------------------------------------- | --- | -------- |
| Borhani 15' · Zare 22' · Kolahkaj 86' |     | Ali 77'  |

| Ấn Độ                          | 2–1 | Maldives   |
| ------------------------------ | --- | ---------- |
| I. Singh 34' · Chakrobarty 89' |     | Ashfaq 38' |

| Hồng Kông          | 1–2 | Iran                           |
| ------------------ | --- | ------------------------------ |
| Sham Kwok Keung 8' |     | Zare 39' · Borhani 64' (ph.đ.) |

| Iran                       | 2–0 | Ấn Độ |
| -------------------------- | --- | ----- |
| Akbari 78' · Borhani 90+2' |     |       |

| Hồng Kông  | 1–0 | Maldives |
| ---------- | --- | -------- |
| Gerard 11' |     |          |

#### Bảng E
| VT | Đội        | ST | T | H | B | BT | BB | HS | Đ | Giành quyền tham dự     |
| -- | ---------- | -- | - | - | - | -- | -- | -- | - | ----------------------- |
| 1  | Trung Quốc | 3  | 3 | 0 | 0 | 6  | 2  | +4 | 9 | Vòng đấu loại trực tiếp |
| 2  | Iraq       | 3  | 2 | 0 | 1 | 6  | 1  | +5 | 6 | Vòng đấu loại trực tiếp |
| 3  | Oman       | 3  | 1 | 0 | 2 | 4  | 5  | −1 | 3 |                         |
| 4  | Malaysia   | 3  | 0 | 0 | 3 | 2  | 10 | −8 | 0 |                         |

| Oman                                                          | 3–1 | Malaysia   |
| ------------------------------------------------------------- | --- | ---------- |
| Nor Farhan 40' (l.n.) · I. Al-Gheilani 57' · Al-Maimani 90+1' |     | Jaafar 62' |

| Trung Quốc      | 1–0 | Iraq |
| --------------- | --- | ---- |
| Châu Hải Tân 7' |     |      |

| Malaysia   | 1–3 | Trung Quốc                                           |
| ---------- | --- | ---------------------------------------------------- |
| Jaafar 66' |     | Châu Hải Tân 41' · Cao Lâm 52' · Phong Tiểu Đình 72' |

| Oman | 0–2 | Iraq                           |
| ---- | --- | ------------------------------ |
|      |     | Rehema 30' · Abdul-Zahra 45+2' |

| Malaysia | 0–4 | Iraq                                      |
| -------- | --- | ----------------------------------------- |
|          |     | Rehema 14' · Mahmoud 54', 55' · Karim 65' |

| Trung Quốc                          | 2–1 | Oman              |
| ----------------------------------- | --- | ----------------- |
| Cao Lâm 42' · Trịnh Trí 55' (ph.đ.) |     | Hadid 29' (ph.đ.) |

#### Bảng F
| VT | Đội               | ST | T | H | B | BT | BB | HS | Đ | Giành quyền tham dự     |
| -- | ----------------- | -- | - | - | - | -- | -- | -- | - | ----------------------- |
| 1  | CHDCND Triều Tiên | 3  | 2 | 1 | 0 | 3  | 1  | +2 | 7 | Vòng đấu loại trực tiếp |
| 2  | Nhật Bản          | 3  | 2 | 0 | 1 | 5  | 4  | +1 | 6 |                         |
| 3  | Syria             | 3  | 1 | 1 | 1 | 2  | 1  | +1 | 4 |                         |
| 4  | Pakistan          | 3  | 0 | 0 | 3 | 2  | 6  | −4 | 0 |                         |

| Nhật Bản                      | 3–2 | Pakistan               |
| ----------------------------- | --- | ---------------------- |
| Honda 2' · Taniguchi 32', 57' |     | Rasool 61' · Akram 82' |

| CHDCND Triều Tiên | 0–0 | Syria |
| ----------------- | --- | ----- |
|                   |     |       |

| Syria | 0–1 | Nhật Bản     |
| ----- | --- | ------------ |
|       |     | Hirayama 77' |

| CHDCND Triều Tiên | 1–0 | Pakistan |
| ----------------- | --- | -------- |
| Kim Chol-Ho 53'   |     |          |

| Syria             | 2–0 | Pakistan |
| ----------------- | --- | -------- |
| Al-Sayed 41', 89' |     |          |

| Nhật Bản      | 1–2 | CHDCND Triều Tiên                  |
| ------------- | --- | ---------------------------------- |
| Ichiyanagi 7' |     | Hong Yong-Jo 4' · Kim Yong-Jun 63' |

#### Xếp hạng các đội nhì bảng đấu
Hai đội nhì bảng có thành tích tốt nhất lọt vào vòng tứ kết.

| VT | Bg | Đội       | ST | T | H | B | BT | BB | HS | Đ | Giành quyền tham dự     |
| -- | -- | --------- | -- | - | - | - | -- | -- | -- | - | ----------------------- |
| 1  | A  | Qatar     | 3  | 2 | 0 | 1 | 7  | 2  | +5 | 6 | Vòng đấu loại trực tiếp |
| 2  | E  | Iraq      | 3  | 2 | 0 | 1 | 6  | 1  | +5 | 6 | Vòng đấu loại trực tiếp |
| 3  | B  | Bahrain   | 3  | 2 | 0 | 1 | 7  | 3  | +4 | 6 |                         |
| 4  | C  | Kuwait    | 3  | 2 | 0 | 1 | 5  | 1  | +4 | 6 |                         |
| 5  | F  | Nhật Bản  | 3  | 2 | 0 | 1 | 5  | 4  | +1 | 6 |                         |
| 6  | D  | Hồng Kông | 3  | 1 | 1 | 1 | 3  | 3  | 0  | 4 |                         |

## Vòng đấu loại trực tiếp
Trong vòng đấu loại trực tiếp, hiệp phụ và loạt sút luân lưu sẽ được sử dụng để quyết định đội thắng nếu cần thiết.

### Sơ đồ
|  | Tứ kết            | Tứ kết      |               |       | Bán kết               | Bán kết               |  |  | Tranh huy chương vàng | Tranh huy chương vàng |
|  |                   |             |               |       |                       |                       |  |  |                       |                       |
|  | 9 tháng 12        |             |               |       |                       |                       |  |  |                       |                       |
|  |                   |             |               |       |                       |                       |  |  |                       |                       |
|  | Thái Lan          | 0           |               |       |                       |                       |  |  |                       |                       |
|  | Thái Lan          | 0           | 12 tháng 12   |       |                       |                       |  |  |                       |                       |
|  | Qatar             | 3           |               |       |                       |                       |  |  |                       |                       |
|  | Qatar             | 3           | Qatar         | 2     |                       |                       |  |  |                       |                       |
|  | 9 tháng 12        |             | Qatar         | 2     |                       |                       |  |  |                       |                       |
|  |                   | Iran        | 0             |       |                       |                       |  |  |                       |                       |
|  | Trung Quốc        | Iran        | 0             | 2 (7) |                       |                       |  |  |                       |                       |
|  | Trung Quốc        |             | 15 tháng 12   | 2 (7) |                       |                       |  |  |                       |                       |
|  | Iran (p)          | 2 (8)       |               |       |                       |                       |  |  |                       |                       |
|  | Iran (p)          | 2 (8)       | Qatar         | 1     |                       |                       |  |  |                       |                       |
|  | 9 tháng 12        |             | Qatar         | 1     |                       |                       |  |  |                       |                       |
|  |                   | Iraq        | 0             |       |                       |                       |  |  |                       |                       |
|  | Uzbekistan        | Iraq        | 0             | 1     |                       |                       |  |  |                       |                       |
|  | Uzbekistan        | 12 tháng 12 |               | 1     |                       |                       |  |  |                       |                       |
|  | Iraq (s.h.p.)     | 2           |               |       |                       |                       |  |  |                       |                       |
|  | Iraq (s.h.p.)     | 2           | Iraq          | 1     |                       |                       |  |  |                       |                       |
|  | 9 tháng 12        |             | Iraq          | 1     |                       |                       |  |  |                       |                       |
|  |                   | Hàn Quốc    | 0             |       | Tranh huy chương đồng | Tranh huy chương đồng |  |  |                       |                       |
|  | Hàn Quốc          | Hàn Quốc    | 0             | 3     | Tranh huy chương đồng | Tranh huy chương đồng |  |  |                       |                       |
|  | Hàn Quốc          |             | 14 tháng 12   | 3     |                       |                       |  |  |                       |                       |
|  | CHDCND Triều Tiên | 0           |               |       |                       |                       |  |  |                       |                       |
|  | CHDCND Triều Tiên | 0           | Iran (s.h.p.) | 1     |                       |                       |  |  |                       |                       |
|  |                   |             |               |       |                       |                       |  |  |                       |                       |
|  | Hàn Quốc          | 0           |               |       |                       |                       |  |  |                       |                       |
|  | Hàn Quốc          | 0           |               |       |                       |                       |  |  |                       |                       |

### Tứ kết
| Trung Quốc | 2–2 (s.h.p.) | Iran                                                                                   |
| --- | ------------ | -------------------------------------------------------------------------------------- |
| Phong Tiểu Đình 51' · Châu Hải Tân 98'                                                                                |              | Borhani 39' · Hosseini 105+1'                                                          |
| Loạt sút luân lưu |              |                                                                                        |
| Trịnh Trí · Tôn Tường · Thôi Bành · Châu Hải Tân · Triệu Từ Lý · Phong Tiểu Đình · Hao Tuấn Mẫn · Lưu Vũ · Triệu Minh | 7–8          | Borhani · Yavarzadeh · Zare · Akbari · Heidari · Oladi · Hosseini · Montazeri · Arzani |

| Uzbekistan     | 1–2 (s.h.p.) | Iraq                     |
| -------------- | ------------ | ------------------------ |
| Geynrikh 45+1' |              | Jassim 10' · Mansour 95' |

| Thái Lan | 0–3 | Qatar                       |
| -------- | --- | --------------------------- |
|          |     | Ibrahim 26', 50' · Koni 51' |

| Hàn Quốc                                             | 3–0 | CHDCND Triều Tiên |
| ---------------------------------------------------- | --- | ----------------- |
| Kim Chi-Woo 31' · Yeom Ki-Hun 34' · Jung Jo-Gook 57' |     |                   |

### Bán kết
| Iraq      | 1–0 | Hàn Quốc |
| --------- | --- | -------- |
| Saeed 24' |     |          |

| Qatar                  | 2–0 | Iran |
| ---------------------- | --- | ---- |
| Soria 28' · Yasser 74' |     |      |

### Tranh huy chương đồng
| Iran          | 1–0 (s.h.p.) | Hàn Quốc |
| ------------- | ------------ | -------- |
| Kolahkaj 114' |              |          |

### Tranh huy chương vàng
| Qatar           | 1–0 | Iraq |
| --------------- | --- | ---- |
| B. Mohammed 63' |     |      |

### Huy chương vàng
| Vô địch bóng đá nam Đại hội Thể thao châu Á 2006 |
| ------------------------------------------------ |
| · Qatar · Lần thứ nhất                           |

## Thống kê

### Cầu thủ ghi bàn
Đã có 159 bàn thắng ghi được trong 56 trận đấu, trung bình 2.84 bàn thắng mỗi trận đấu.
7 bàn thắng
- Odai Al-Saify (JOR)

5 bàn thắng
- Alexander Geynrikh (UZB)

4 bàn thắng
- Arash Borhani (IRI)
- Mustafa Karim (IRQ)
- Sebastián Soria (QAT)

3 bàn thắng
- Sayed Mohamed Adnan (BRN)
- Châu Hải Tân (CHN)
- Younis Mahmoud (IRQ)
- Ali Rehema (IRQ)
- Maher Al-Sayed (SYR)
- Bakhtier Khasanov (TJK)
- Phan Thanh Bình (VIE)

2 bàn thắng
- Ismail Abdullatif (BRN)
- Mohamed Husain (BRN)
- Phong Tiểu Đình (CHN)
- Cao Lân (CHN)
- Adel Kolahkaj (IRI)
- Maziar Zare (IRI)
- Karrar Jassim (IRQ)
- Ali Mansour (IRQ)
- Issa Al-Sabah (JOR)
- Essam Mubaideen (JOR)
- Hiroyuki Taniguchi (JPN)
- Sergey Chikishev (KGZ)
- Vadim Kharchenko (KGZ)
- Evgeniy Malinin (KGZ)
- Park Chu-young (KOR)
- Hardi Jaafar (MAS)
- Khalfan Ibrahim (QAT)
- Abdulla Koni (QAT)
- Hussein Yasser (QAT)
- Abdulfattah Al-Agha (SYR)
- Teeratep Winothai (THA)
- Khurshed Makhmudov (TJK)
- Lê Công Vinh (VIE)

1 bàn thắng
- Mohamed Zahid Hossain (BAN)
- Motiur Rahman Munna (BAN)
- Trịnh Trí (CHN)
- Chan Siu Ki (HKG)
- Gerard Ambassa Guy (HKG)
- Sham Kwok Keung (HKG)
- Gherry Setya (INA)
- Tony Sucipto (INA)
- Subhas Sumbhu Chakrobarty (IND)
- Pappachen Pradeep (IND)
- Irungbam Surkumar Singh (IND)
- Jalal Akbari (IRI)
- Jalal Hosseini (IRI)
- Ahmed Abid Ali (IRQ)
- Alaa Abdul-Zahra (IRQ)
- Samer Saeed (IRQ)
- Mohannad Al-Maharmeh (JOR)
- Musa Hammad (JOR)
- Sota Hirayama (JPN)
- Keisuke Honda (JPN)
- Yugo Ichiyanagi (JPN)
- Roman Ablakimov (KGZ)
- Azamat Ishenbayev (KGZ)
- Almazbek Mirzaliev (KGZ)
- Ruslan Sydykov (KGZ)
- Timur Valiev (KGZ)
- Vladimir Verevkin (KGZ)
- Jung Jo-gook (KOR)
- Kim Chi-woo (KOR)
- Kim Jin-kyu (KOR)
- Lee Chun-soo (KOR)
- Lee Ho (KOR)
- Oh Beom-seok (KOR)
- Yeom Ki-hun (KOR)
- Hamad Al-Enezi (KUW)
- Hussain Al-Musawi (KUW)
- Abdullah Al-Mutawa (KUW)
- Bader Al-Mutawa (KUW)
- Mohammad Rashed (KUW)
- Chong In Leong (MAC)
- Ashad Ali (MDV)
- Ali Ashfaq (MDV)
- Ibrahim Al-Gheilani (OMA)
- Badar Al-Maimani (OMA)
- Ahmed Hadid Al-Mukhaini (OMA)
- Naveed Akram (PAK)
- Muhammad Rasool (PAK)
- Hong Yong-jo (PRK)
- Kim Chol-ho (PRK)
- Kim Yong-jun (PRK)
- Adel Lami (QAT)
- Bilal Mohammed (QAT)
- Wesam Rizik (QAT)
- Ashrin Shariff (SIN)
- Mohammad Al-Hamwi (SYR)
- Suchao Nuchnum (THA)
- Sutee Suksomkit (THA)
- Naim Nosirov (TJK)
- Yousif Jaber (UAE)
- Ahmed Khamis (UAE)
- Adel Saqr (UAE)
- Vitaliy Denisov (UZB)
- Server Djeparov (UZB)
- Lê Tấn Tài (VIE)

1 bàn phản lưới nhà
- Un Tak Ian (MAC) (trong trận gặp JOR)
- Nor Farhan Muhammad (MAS) (trong trận gặp OMA)

2 bàn phản lưới nhà
- Lao Pak Kin (MAC) (trong trận gặp JOR và TJK)

### Bảng xếp hạng chung cuộc
Bảng này xếp hạng các đội tuyển trong suốt giải đấu. Ngoại trừ bốn vị trí đầu tiên, thứ tự các vị trí tiếp theo được xác định bằng điểm số với các đội lọt vào cùng một giai đoạn của giải.
Theo quy ước thống kê trong bóng đá, các trận đấu được quyết định bởi loạt sút luân lưu được tính là trận hòa.

| Hạng             | Đội               | Tr | T | H | B | BT | BB | HS  | Đ  |
| ---------------- | ----------------- | -- | - | - | - | -- | -- | --- | -- |
| 1                | Qatar             | 6  | 5 | 0 | 1 | 13 | 2  | +11 | 15 |
| 2                | Iraq              | 9  | 6 | 1 | 2 | 17 | 3  | +14 | 19 |
| 3                | Iran              | 6  | 4 | 1 | 1 | 10 | 6  | +4  | 13 |
| 4                | Hàn Quốc          | 6  | 4 | 0 | 2 | 9  | 2  | +7  | 12 |
| Bị loại ở tứ kết |                   |    |   |   |   |    |    |     |    |
| 5                | Trung Quốc        | 4  | 3 | 1 | 0 | 8  | 4  | +4  | 10 |
| 6                | Uzbekistan        | 4  | 3 | 0 | 1 | 7  | 4  | +3  | 9  |
| 7                | Thái Lan          | 4  | 3 | 0 | 1 | 4  | 3  | +1  | 9  |
| 8                | CHDCND Triều Tiên | 4  | 2 | 1 | 1 | 3  | 4  | −1  | 7  |
| Bị loại ở vòng 2 |                   |    |   |   |   |    |    |     |    |
| 9                | Bahrain           | 3  | 2 | 0 | 1 | 7  | 3  | +4  | 6  |
| 10               | Kuwait            | 3  | 2 | 0 | 1 | 5  | 1  | +4  | 6  |
| 11               | Nhật Bản          | 3  | 2 | 0 | 1 | 5  | 4  | +1  | 6  |
| 12               | Syria             | 6  | 2 | 3 | 1 | 6  | 2  | +4  | 9  |
| 13               | Hồng Kông         | 3  | 1 | 1 | 1 | 3  | 3  | 0   | 4  |
| 14               | Ấn Độ             | 3  | 1 | 1 | 1 | 3  | 4  | −1  | 4  |
| 15               | Việt Nam          | 3  | 1 | 0 | 2 | 6  | 5  | +1  | 3  |
| 16               | Oman              | 3  | 1 | 0 | 2 | 4  | 5  | −1  | 3  |
| 17               | Kyrgyzstan        | 6  | 2 | 2 | 2 | 12 | 7  | +5  | 8  |
| 18               | UAE               | 3  | 0 | 1 | 2 | 3  | 7  | −4  | 1  |
| 19               | Jordan            | 6  | 1 | 3 | 2 | 15 | 7  | +8  | 6  |
| 20               | Maldives          | 3  | 0 | 0 | 3 | 2  | 6  | −4  | 0  |
| 21               | Pakistan          | 3  | 0 | 0 | 3 | 2  | 6  | −4  | 0  |
| 22               | Palestine         | 3  | 0 | 0 | 3 | 0  | 6  | −6  | 0  |
| 23               | Malaysia          | 3  | 0 | 0 | 3 | 2  | 10 | −8  | 0  |
| 24               | Bangladesh        | 3  | 0 | 0 | 3 | 2  | 13 | −11 | 0  |
| Bị loại ở vòng 1 |                   |    |   |   |   |    |    |     |    |
| 25               | Tajikistan        | 3  | 1 | 2 | 0 | 7  | 3  | +4  | 5  |
| 26               | Singapore         | 3  | 0 | 2 | 1 | 1  | 3  | −2  | 2  |
| 27               | Indonesia         | 3  | 0 | 1 | 2 | 2  | 11 | −9  | 1  |
| 28               | Ma Cao            | 3  | 0 | 0 | 3 | 1  | 25 | −24 | 0  |